# ادوارد ترولیان
ادوارد ترولیان (انگلیسی: Edward Trevelyan؛ زادهٔ ۱۴ اوت ۱۹۵۵) قایقران قایق بادبانی اهل ایالات متحده آمریکا بود.